# Провинција Ечу
Ечу (јап. 越中国) је једна од 66 историјских провинција Јапана, која је постојала од почетка 8. века (закон Таихо из 703. године) до Мејџи реформи у другој половини 19. века. Ечу се налазио на северној обали  острва Хоншу, на обали Јапанског мора, у области Хокурику.
Царским декретом од 29. августа 1871. све постојеће провинције замењене су префектурама. Територија Ечуа одговара данашњој префектури Тојама.

## Географија
Ечу се на западу граничио са провинцијама Кага и Ното, на југу са провинцијом Хида, а на истоку са провинцијама Шинано и Ечиго: на северу је излазио на Јапанско море.